# Noel Clarasó
Noel Clarasó Serrat (Barcelona, 1899 — 1985) foi um escritor catalão.